# Alfred Nobel
Alfred Bernhard Nobel (ur. 21 października 1833 w Sztokholmie, zm. 10 grudnia 1896 w San Remo) – szwedzki chemik, inżynier, przemysłowiec, wynalazca m.in. dynamitu, fundator Nagrody Nobla.

## Życiorys
Był synem Immanuela Nobla i Karoliny Ahlsell. Para pobrała się w 1827 i miała ośmioro dzieci, z których wieku dorosłego dożyli tylko Alfred i jego trzech braci.
Ojciec Nobla, inżynier i wynalazca, po niepowodzeniach biznesowych przeniósł się w 1837 do Sankt Petersburga. Odniósłszy tam sukces na polu produkcji materiałów wybuchowych i maszyn, w 1842 ściągnął tam swoją rodzinę. Alfred pobierał tam nauki u prywatnych nauczycieli. W wieku 16 lat biegle władał językami angielskim, francuskim, niemieckim i rosyjskim.
W 1850 udał się do Paryża, gdzie spędził rok, studiując chemię; następnie przeniósł się do Stanów Zjednoczonych, gdzie pracował pod kierunkiem Johna Ericssona. Po powrocie do stolicy Rosji podjął pracę w należącej do ojca fabryce wytwarzającej sprzęt wojskowy na potrzeby wojny krymskiej. Gdy w 1856 wojna dobiegła końca, fabryka miała trudności z przestawieniem się na produkcję pokojową i zbankrutowała w 1859. Alfred powrócił wtedy wraz z rodzicami do Szwecji. Bracia Alfreda, Robert i Ludvig, pozostali w Rosji, by ratować rodzinny biznes; zarobili majątek dzięki eksploatacji pól naftowych w rejonie Baku.
Alfred zaczął eksperymenty z materiałami wybuchowymi i w 1862 otworzył fabrykę nitrogliceryny, szukając sposobu bezpiecznej detonacji tej substancji. W 1863 wynalazł detonator, urządzenie składające się z drewnianej wtyczki zawierającej niewielki ładunek czarnego prochu, umieszczanej w metalowym pojemniku z ładunkiem nitrogliceryny. Dwa lata później udoskonalił detonator poprzez zastosowanie piorunianu rtęci.
W 1864, w eksplozji w fabryce Alfreda, zginął jego młodszy brat Emil i kilka innych osób. Niezrażony tym Alfred otworzył szereg nowych fabryk nitrogliceryny. Odkrył, że substancja ta jest pochłaniana przez ziemię okrzemkową, a detonacja powstałej w ten sposób mieszanki jest znacznie bezpieczniejsza i łatwiejsza niż samej nitrogliceryny. Umożliwiło mu to wynalezienie dynamitu (1867). Nowy środek szybko znalazł zastosowanie w budownictwie, przynosząc Noblowi światową sławę.
W latach 70. i 80. Nobel stworzył w Europie sieć fabryk dynamitu. Kontynuował też eksperymenty z materiałami wybuchowymi; w 1875 wynalazł żelatynę wybuchową, a w 1887 balistyt.
Poza badaniami nad materiałami wybuchowymi, Nobel pracował również m.in. nad bateriami, żarówkami, telefonem, fonografem, tworzywami sztucznymi, farbami i lakierami oraz kamieniami syntetycznymi. Zarejestrował 355 patentów.
Fakt, iż Nobel – z przekonania pacyfista – zawdzięczał swoją fortunę „narzędziom śmierci”, był dla niego wielkim problemem natury moralnej. W testamencie, spisanym w Paryżu 27 listopada 1895, Nobel ofiarował swój majątek (ponad 30 mln koron szwedzkich) na stworzenie funduszu, z którego dochody miały być dzielone w formie 5 nagród przyznawanych za osiągnięcia w dziedzinie fizyki, chemii, fizjologii lub medycyny, literatury oraz na polu zbliżenia między narodami, rozbrojenia i krzewienia idei pokojowych. Nagrody jego imienia wręczane są co roku 10 grudnia, w rocznicę śmierci. Pochowano go na cmentarzu Norra begravningsplatsen.
Alfred Nobel zmarł na atak serca 10 grudnia 1896 roku w swoim domu w San Remo. Kłopoty z egzekucją testamentu sprawiły, że nagrody po raz pierwszy przyznano dopiero w 1901 roku, w piątą rocznicę śmierci fundatora. Rok wcześniej wykonawcy testamentu Nobla – dwaj młodzi inżynierowie Ragnar Sohlman i Rudolf Liljeqvist – powołali Fundację Nobla, która miała administrować pieniędzmi. W przeprowadzeniu woli wynalazcy wspierał ich bratanek Alfreda – Emanuel Nobel.

## Życie prywatne
Alfred Nobel w młodości był agnostykiem, a pod koniec życia stał się ateistą. Był osobą samotną, podatną na okresy depresji. Nigdy się nie ożenił i nie pozostawił potomstwa. Przez wiele lat utrzymywał przyjaźń z austriacką działaczką pacyfistyczną Berthą von Suttner, laureatką Pokojowej Nagrody Nobla za rok 1905.